# Chrysina tapantina
Chrysina tapantina är en skalbaggsart som beskrevs av Moron 1992. Chrysina tapantina ingår i släktet Chrysina och familjen Rutelidae. Inga underarter finns listade i Catalogue of Life.